# Пащенко Антоніна Максимівна
Антоні́на Макси́мівна Па́щенко (23 лютого 1917, село Байрак, тепер північно-східний район міста Горлівки Донецької області — 29 липня 1981, місто Запоріжжя) — українська радянська діячка, інженер, начальник технічного відділу Краснолиманського відділку руху Північно-Донецької залізниці Сталінської області. Депутат Верховної Ради УРСР 2—3-го скликань.

## Біографія
Народилася у родині робітника-залізничника. Трудову діяльність розпочала обліковцем Краснолиманського відділку руху Донецької залізниці. Без відриву від виробництва закінчила робітничий факультет у місті Красному Лимані.
Закінчила Харківський інститут інженерів залізничного транспорту, здобула спеціальність інженера руху залізничного транспорту.
Під час німецько-радянської війни працювала маневровим диспетчером станції Нікель Чкаловської області, дільничним диспетчером, інженером із капітального будівництва технічного відділу служби руху Оренбурзької залізниці РРФСР. У 1943—1944 роках — старший інспектор із запровадження передових методів праці на Оренбурзькій залізниці.
У 1944—1945 роках — інженер із безпеки руху поїздів Південної залізниці, начальник технічного відділу Основ'янського відділку Південної залізниці.
З травня 1945 року — начальник технічного відділу, заступник начальника відділу експлуатації із технічної частини Краснолиманського відділку руху Північно-Донецької залізниці Сталінської області.
Член ВКП(б) з 1948 року.
Потім — на пенсії.
Померла 29 липня 1981 року в Запоріжжі.

## Нагороди
- медаль «За доблесну працю у Великій Вітчизняній війні 1941—1945 рр.» (1945)
- медаль «За трудову відзнаку» (1948)
- медалі
- значок «Відмінник руху»